# Proceedings of the Cambridge Philological Society
Proceedings of the Cambridge Philological Society (PCPhS / PCPS) is een wetenschappelijk tijdschrift dat is opgericht in 1882 en de officiële publicatie van de Cambridge philological society is. Men maakt een onderscheid tussen de Old Series (1882-1949) en New Series (1950-).
Het tijdschrift wordt een keer per jaar uitgebracht. De huidige redactie bestaat uit Felix Budelmann, Caroline Vout en James Ian Warren.